# Przepękla
Przepękla (Momordica L.) – rodzaj roślin z rodziny dyniowatych. Obejmuje 50 gatunków występujących w Afryce subsaharyjskiej, południowej Azji i Australii.

## Systematyka
Pozycja systematyczna według Angiosperm Phylogeny Website (2001...)
Rodzaj z rodziny dyniowatych z rzędu dyniowców, należących do kladu różowych w obrębie okrytonasiennych. W obrębie rodziny: podrodzina Cucurbitoideae, plemię Joliffieae.
Pozycja w systemie Reveala (1993–1999)
Gromada okrytonasienne Cronquist, podgromada Magnoliophytina Frohne & U. Jensen ex Reveal, klasa Rosopsida Batsch, podklasa ukęślowe Takht. ex Reveal & Tahkt., nadrząd Cucurbitanae Reveal, rząd dyniowce Dumort., podrząd Cucurbitineae Engl., rodzina dyniowate Juss., rodzaj Momordica.
Wykaz rodzajów
- Momordica angolensis R.Fern.
- Momordica angustisepala Harms
- Momordica anigosantha Hook.f.
- Momordica argillicola Thulin
- Momordica balsamina L. – przepękla pospolita
- Momordica boivinii Baill.
- Momordica cabrae (Cogn.) C.Jeffrey
- Momordica calantha Gilg
- Momordica camerounensis Keraudren
- Momordica cardiospermoides Klotzsch
- Momordica charantia L. – przepękla ogórkowata
- Momordica cissoides Planch. ex Cogn.
- Momordica clarkeana King
- Momordica cochinchinensis (Lour.) Spreng. – przepękla indochińska
- Momordica cordata Cogn.
- Momordica corymbifera Hook.f.
- Momordica cymbalaria Fenzl ex Naudin
- Momordica denticulata Miq.
- Momordica denudata (Thwaites) C.B.Clarke
- Momordica dioica Roxb. ex Willd.
- Momordica dissecta Baker
- Momordica enneaphylla Cogn.
- Momordica foetida Schumach.
- Momordica friesiorum (Harms) C.Jeffrey
- Momordica gilgiana Cogn.
- Momordica glabra Zimm.
- Momordica henriquesii Cogn.
- Momordica humilis (Cogn.) C.Jeffrey
- Momordica jeffreyana Keraudren
- Momordica kirkii (Hook.f.) C.Jeffrey
- Momordica leiocarpa Gilg
- Momordica littorea Thulin
- Momordica macrosperma (Cogn.) Chiov.
- Momordica mossambica H.Schaef.
- Momordica multiflora Hook.f.
- Momordica obtusisepala Keraudren
- Momordica parvifolia Cogn.
- Momordica peteri Zimm.
- Momordica pterocarpa Hochst. ex A.Rich.
- Momordica racemiflora Cogn.
- Momordica repens Bremek.
- Momordica rostrata Zimm.
- Momordica sahyadrica Kattuk. & V.T.Antony
- Momordica sessilifolia Cogn.
- Momordica silvatica Jongkind
- Momordica spinosa (Gilg) Chiov.
- Momordica subangulata Blume
- Momordica trifolia L.
- Momordica trifoliolata Hook.f.
- Momordica welwitschii Hook.f.